# Killshot
«Killshot» (стилизовано под маюскул) — дисс американского рэпера Эминема, спродюсированный Illa da Producer. Песня является ответом Эминема на песню Machine Gun Kelly «Rap Devil», которая была выпущена в 2018 году после того, как Эминем задиссил MGK в своей песне «Not Alike» с его десятого студийного альбома Kamikaze.

## Предыстория и релиз
Killshot был выпущен, как ответ на диcc-песню американского рэпера Machine Gun Kelly адресованную Эминему под названием Rap Devil. Конфликт рэперов начался, когда Machine Gun Kelly написал в твиттере о дочери Эминема, Хейли Джейд Мэтерс: «хорошо, я только что видел фотографию дочери Эминема... и я должен сказать, что она чертовски горячая, в самом уважительном смысле, потому что Эм-король». Хейли в то время было 16, а MGK — 22. В интервью в 2015 году MGK сказал о твите: «Я сказал: „она красива, но при всем уважении. Эминем — король“. А что в этом плохого? Есть ли разница в возрасте 15 лет, мне был 21 год, чувак». В интервью 2018 года MGK сказал, что он не знал возраста Хейли и отреагировал, увидев заголовок, в котором говорилось, что она уже взрослая. MGK утверждал, что несколько лет назад, хотя он и не говорил с Эминемом напрямую, но всё же поговорил с менеджером Эминема и согласился удалить твит. Machine Gun утверждал, что Эминем запретил ему ходить на радиостанцию Shade 45, принадлежащую Эминему. MGK также сотрудничал над песней с Tech N9ne и якобы посылал подсознательные оскорбления в адрес Эминема.

## Коммерческий успех
Killshot дебютировал под номером 3 в американском чарте Billboard Hot 100 на первой неделе.
Killshot побил рекорд Genius и стал самым быстрым синглом, набравшим один миллион просмотров за 8 часов.

## Чарты
| Чарт (2018)                                 | Высшая позиция |
| ------------------------------------------- | -------------- |
| Австралия (ARIA)                            | 11             |
| Австрия (Ö3 Austria Top 40)                 | 42             |
| Бельгия/Фландрия (Ultratip Bubbling Under)  | 29             |
| Канада (Billboard Canadian Hot 100)         | 1              |
| Чехия (Singles Digitál Top 100)             | 27             |
| Дания (Tracklisten)                         | 31             |
| Германия (GfK)                              | 81             |
| Греция International Digital Singles (IFPI) | 8              |
| Венгрия (Single Top 40)                     | 6              |
| Венгрия (Stream Top 40)                     | 15             |
| Ирландия (IRMA)                             | 17             |
| Нидерланды (Single Top 100)                 | 76             |
| Новая Зеландия (Recorded Music NZ)          | 6              |
| Норвегия (VG-lista)                         | 18             |
| Португалия (AFP)                            | 46             |
| Шотландия (OCC Scotland)                    | 11             |
| Словакия (Singles Digitál Top 100)          | 16             |
| Швеция (Sverigetopplistan)                  | 23             |
| Швейцария (Schweizer Hitparade)             | 30             |
| Великобритания (OCC UK Singles)             | 13             |
| США Billboard Hot 100                       | 3              |
| США (Billboard Hot R&B/Hip-Hop Songs)       | 2              |

| Чарт (2018)                           | Позиция |
| ------------------------------------- | ------- |
| США Hot R&B/Hip-Hop Songs (Billboard) | 83      |

## Сертификации
| Регион | Сертификация | Продажи |
| --- | ------------ | ------- |
| Австралия (ARIA) | Платиновый   | 70 000  |
| Великобритания (BPI) | Платиновый   | 600 000 |
| * Данные о продажах приведены только на основе сертификации. · ^ Данные о тиражах приведены только на основе сертификации. · Данные о продажах + прослушиваниях приведены только на основе сертификации. |              |         |

## История релиза
| Страна    | Дата             | Формат                                 | Лейбл                      | Ист.   |
| --------- | ---------------- | -------------------------------------- | -------------------------- | ------ |
| Различная | 14 сентября 2018 | Стриминг (YouTube–Audiomack exclusive) | Shady Aftermath Interscope | [ 30 ] |
| Различная | 19 сентября 2018 | Цифровая загрузка                      | Shady Aftermath Interscope | [ 31 ] |